# مهمتشيك

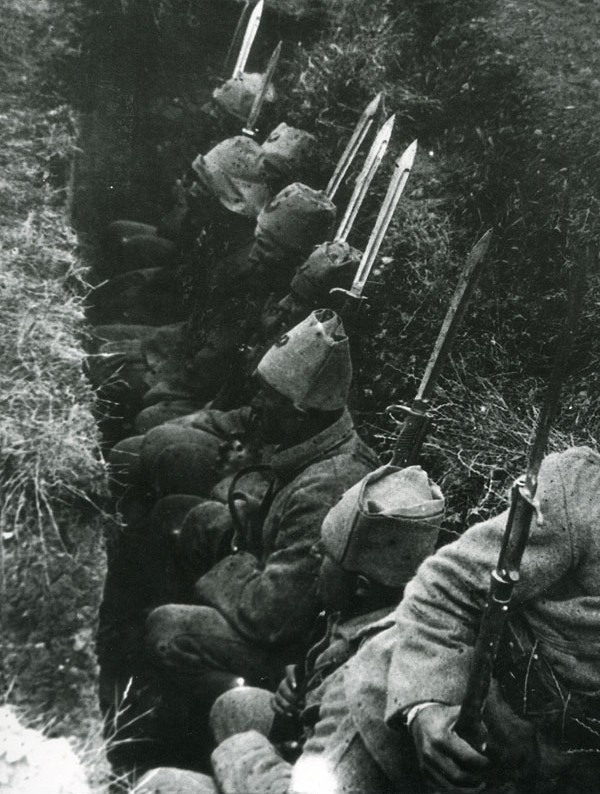
محيمديون (مهمتشيكيون - جنود أتراك) في الخندق، بانتظار أمر الهجوم وقد ثبّتوا الحربة على بنادقهم أثناء الطلقات التحضيرية للمدفعية في حرب الاستقلال التركية.

مهمتشيك (بالتركية: Mehmetçik)‏، ومعناها الحرفي:«محيمد» أي: محمد الصغير، أو: تصغير «محمد». هو «مُسماة» أو مصطلح عامي يُستخدم في تركيا بمودة وحُبّ ليُقصد به جنود الجيش العثماني والجيش التركي. وهو مشابه إلى المسميات العامية في الجيوش الأخرى مثل: «تومي اتكنز» (بالإنجليزية: Tommy Atkins)‏ و«دافبوي» (بالإنجليزية: Doughboy)‏ و«ديجار» (بالإنجليزية: Digger)‏ المُستخدمة في جيوش بريطانيا والولايات المتحدة وأستراليا ويُقصد بها جنود تلك الدول، على التوالي. وفي فرنسا خلال الحرب العالمية الأولي ظهر في فرنسا مُسمى «بوالو» ومعناه الحرفي «وَبِرَيّ» أو«مكسو بالشَعر»، ويُقصد به جنود المشاة الفرنسيون. وفي مصر مُسمى «دُفعة» أو «خير أجناد الأرض» يُقصد بهما الجنود المصريون تحديداً.

## مصطلحات فرعية

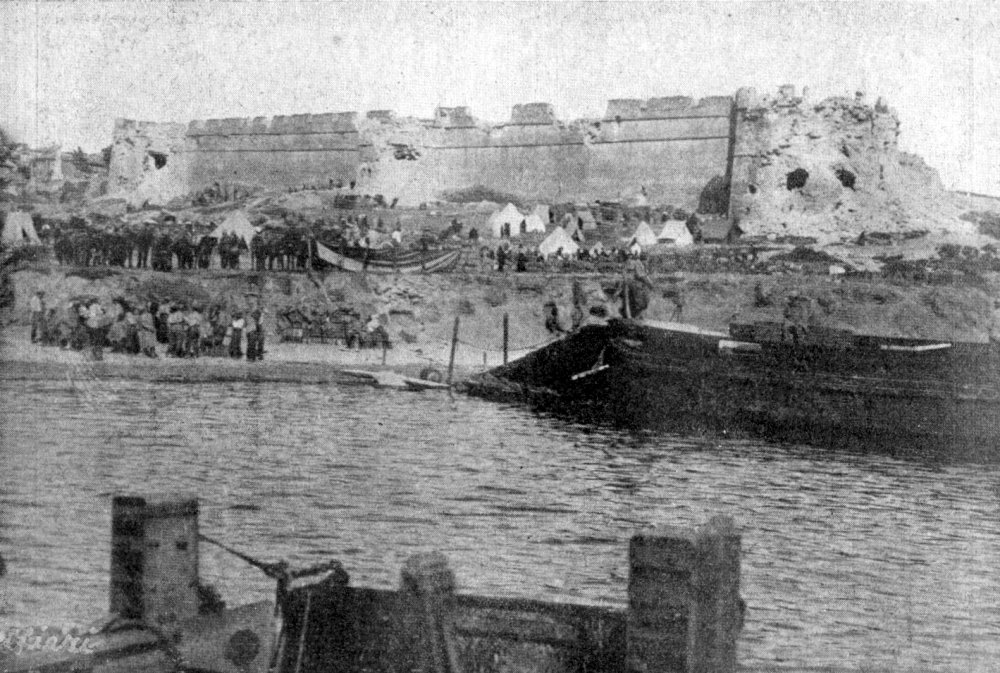
صورة في 19 يونيو 2015م للحصن التركي الدفاعي "سد البحر" على مضيق الدردنيل بعدما دمره البريطانيون واستولوا عليه في الحرب العالمية الأولى، وتُرى مدينة «سد البحر» على اليسار.

على الرغم من أن مُسمى مهمتشيك يُستخدم للمشاة خاصة،  إلا أنه أحيانا ما تُستخدم في بعض الأحيان تعبيرات مشابهة مستمدة منه مثل:
- مهمتشيك البيادة (بالتركية: Piyade Mehmetçik)‏ ويُقصد به: محيمد المشاة، أي جندي المشاة.
- مهمتشيك السواري (بالتركية: Süvari Mehmetçik)‏ ويُقصد به: محيمد الفارس، أي جندي سلاح الفرسان.
- مهمتشيك الطوبجي (بالتركية: Topçu Mehmetçik)‏ ويُقصد به: محيمد المدفعية، أي جندي المدفعية.

## التسمية
يستخدم الأتراك عمداً اسم «مهمت» (بالتركية: Mehmet)‏ بدلا من «محمد»، تعظيما لرسول الله محمد، عليه الصلاة والسلام بحيث لا يُعطون اسمه لأحدٍ آخر غيره، إلا أنهم يتسمون أحياناً أيضاً بأسماء: «محمد» (بالتركية: Muhammed)‏ و «محمت» (بالتركية: Muhammet)‏.
واللاحقة «تشيك» (بالتركية: çik)‏ في اللغة التركية تُلحق بالاسم لتُفيد «التصغير»، للدلالة على التحبيب مثل: «في دارك جويرية كالغزيل».
فيُفهم اسم مهمتشيك (بالتركية: Mehmetçik)‏ على أنه «محيمد»، أي «محمد الصغير»، من التحبيب والترخيم والتليين والترقيق.

### المصدر التركي

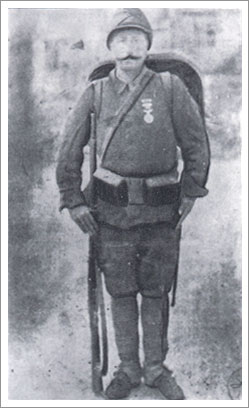
"الشاويش محمد البجالي" هو من صاغ مسماة: "مهمتشيك" في الحرب العالمية الأولى.

يذكر المصدر التركي لأصل هذه التسمية، أنه في الحرب العالمية الأولي، وخلال معركة طبرق التي دارت في طرابلس الغرب في يناير 1912، استُشهد جندي عثماني إلى جانب ضابط يُدعى "محمد". التفت أونباشي (رتبة: عريف) إلى الضابط محمد وصرخ: "(يا) قائد محمد سقط شهيدٌ" (بالتركية: Kumandan Mehmet şehit düştü)‏. أجاب الضابط قائلا لنفسه بصوت مسموع: "وا محيمد (مهمتشيك)، واه" (بالتركية: Vah Mehmetçik, vah)‏.
عندما سمع الجنود العثمانيون الآخرون الضابط صرخوا: «لقد استُشهد محيمد (مهمتشيك)»، ظنًا أن الجندي الذي استُشهد هو محيمد (مهمتشيك).
فهم الجنود العرب أن «محمدا» قد استشهد فتنادوا بينهم قائلين: "مُحمد تشيك، استُشهد مُحمد تشيك" (بالتركية: Muhammedçik, Muhammedçik şehit oldu)‏.
فكُتب في سجل الكتيبة: «أول شهيد لنا، هو مهمتشيك».
ومنذ ذلك اليوم، يُطلق على الشهداء، والمحاربين القدامى، والجنود المجهولين اسم: «مهمتشيك».

## الشاويش محمد البجالي

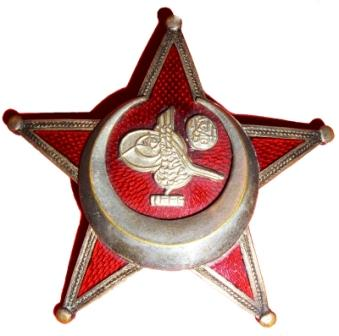
نموذج "لميدالية الحرب" العثمانية، التي تقلدها "الشاويش محمد البجالي".

"الشاويش محمد البجالي" (بالتركية: Bigalı Mehmet Çavuş)‏ المولود عام 1878م في مدينة بلوفديف بالدولة العثمانية والتي أصبحت الآن تابعة لبلغاريا، والمُتوفي 3 فبرايرعام 1964م في "بهتشلي" بمنطقة "بجا"؛ انتقلت أسرته إلى منطقة "بجا" بمحافظة "جنق قلعة" بالدولة العثمانية أثناء الحرب الروسية العثمانية (1877-1878).
في 1915 - 1916، قاتل «الشاويش محمد البجالي» مع أفراد الجيش العثماني في معركة جناق قلعة (حملة غاليبولي) في الحرب العالمية الأولى وكان أحد أبطال هذا النصر العظيم على القوات البريطانية.
يُعتبر «الشاويش محمد البجالي» هو من صاغ مُسمى "مهمتشيك" (بالتركية: Mehmetçik)‏،  وقد قلده أنور باشا قائد القوات العثمانية خلال حملة جاليبولي وسام "ميدالية الحرب" العثماني  عندما زاره في المستشفي العسكري بجناق قلعة.
توفي «الشاويش محمد البجالي» عن عمر يناهز 86 في 3 فبراير 1964، ودفن بجانب قبر زوجته في قريته.

## استخدامات أخرى للمصطلح
- مدفع «مهمتشيك» الرشاش MPT-76.[14][15][16][17]
- وقف «مهمتشيك» للشهداء الأتراك.[18]